# Новоалександровское (Синельниковский район)
Новоалекса́ндровское (укр. Новоолександрівське) — село,
Славгородский поселковый совет,
Синельниковский район,
Днепропетровская область,
Украина.
Код КОАТУУ — 1224856202. Население по переписи 2001 года составляло 66 человек.

## Географическое положение
Село Новоалександровское находится на правом берегу реки Нижняя Терса,
выше по течению на расстоянии в 0,5 км расположено село Тургеневка,
ниже по течению примыкает село Владимировское,
на противоположном берегу — сёла Третяковка и Тургеневка.
По селу протекает пересыхающий ручей с запрудой.

## Происхождение названия
На территории Украины 3 населённых пункта с названием Новоалександровское.